# Cuillier
Cuillier, Cuillère der Löffel, war ein kleines Volumen- und Flüssigkeitsmaß im Schweizer Kanton Genf. 
- 1 Cuillier = 1/16 Quarteron = 0,14 Liter
- 1 Pot = 8 Cuilliers
- 1 Quarteron = 2 Pots = 16 Cuilliers = 2,25 Liter[2]